# Huệ (nước)
Huệ (tiếng Trung: 惠) là một phiên thuộc của nhà Châu hoặc nước Sở, ước nằm ở giao giới Sơn Đông và Giang Tô hiện nay.

## Lịch sử
Cứ theo Thư kinh, cương vực nước Huệ "nhỏ như cái đấu" với chỉ ba thành trì là Nam Ấp - Trung Ấp - Bắc Ấp, phía Đông trông ra mặt bể; vậy có thể hình dung, nước này chỉ là một dải đất rất hẹp ven biển Hoa Đông.
Tả truyện, Ngũ Đại sử cùng một số sử ký tản mạn khác cho biết, vị vua sáng lập nước Huệ nguyên là người tông thất của nước Chu, nhưng không nói rõ ông có vai vế thế nào với vua Chu.
Sau khi nước Chu bị nước Tề diệt vào khoảng năm 340 TCN, nhiều người tông thất không chịu khuất phục đã chạy qua các lân bang. Riêng một công tử tên là Ba (朱波) hoặc Tử Ba (朱子波) đem vài chục bộ hạ ra miền duyên hải dựng thành đắp lũy, ông đặt cho mình tự Bá Định (霸定) và hiệu Thống Xuyên (捅穿), đều có hàm nghĩa phản kháng người Tề. Nhưng sau được một ẩn sĩ có hiệu Hiệt Mai Khôi (擷玫瑰) mớm mưu, ông từ bỏ ý đồ ra mặt đối trọng vì chưa đủ lực. Chu Bá Định gả em gái cho một tướng trấn thủ của nước Sở, lại đem ba rương ngọc trai dâng lên vua Sở xin thần phục, nhờ thế lãnh địa của ông được yên ổn. Tuy nhiên, phải sang đến đời kế chủ thì lãnh địa này mới có quốc danh là Huệ. Nước Huệ truyền được 3 hoặc 5 đời vua trước khi bị nước Tề diệt hẳn, tất cả đều là hậu duệ của Chu Bá Định. Tông thất nước Huệ sau đó phần ra làm quan cho nước Tề, phần chạy xuống đất Sở.

## Quốc chủ
Nước Huệ tồn tại trong khoảng thời gian có lẽ chưa đến 50 năm nên hành trạng của tất cả quốc chủ đều tồn nghi. Có 3 hoặc 5 vị được lưu danh tính trong Ngũ Đại sử cùng một số thẻ tre rải rác, đa phần chưa thể chứng thực có tồn tại hay chỉ là ngoa truyền.
- Chu Bá Định (朱霸定, ? - ?)
- Huệ Văn tử (惠文子, ? - ?)
- Huệ Trang tử (惠莊子, ? - ?)
- Chu Thúc (朱叔, ? - ?)
- Chu Thường Hiến (朱常獻, ? - ?)